# Barleria phillyreifolia
Barleria phillyreifolia är en akantusväxtart som beskrevs av John Gilbert Baker. Barleria phillyreifolia ingår i släktet Barleria och familjen akantusväxter. Utöver nominatformen finns också underarten B. p. scandens.